# KŠK Hajduk Zagreb
Konobarski športski klub Hajduk (KŠK Hajduk) iz Zagreba osnovan je 1923. godine pod imenom Sloga kao nogometni klub zagrebačkih konobarskih radnika (ugostitelja).

## Povijest
Klub je osnovan na inicijativu Hieronima Dorića pod imenom Konobarski športski klub Sloga. U srpnju 1930. godine mijenja ime u KŠK Hajduk i djeluje do 6. lipnja 1945. godine kada je raspušten odlukom Ministra narodnog zdravlja Federalne Države Hrvatske. Obnovljen je u jesen 1945. godine. Predsjednik kluba nekoliko puta uzastopno bio je Ivan Bartol, a kasnije Nikola Cvijanović, dugogodišnji član upravnog odbora. Klub je bio član “Bloka radničkih sportskih klubova“ i “Radničko sportske zajednice“. Klub je konačno raspušten početkom rujna 1957. godine.
Klupska adresa 1925. bila je Kavana Bristol. Klupske boje 1932. bile su plava i bijela.

## Natjecanje i uspjesi
Klub je iz godine u godinu napredovao u viši razred nogometnih natjecanja, a 1935. godine je izborio I.B. razred Zagrebačkog nogometnog podsaveza. Nakon Drugog svjetskog rata igra u nižerazrednim natjecanjima.